# Iso-Hietanen (sjö i Kangasniemi, Södra Savolax)
Iso-Hietanen är en sjö i kommunen Kangasniemi i landskapet Södra Savolax i Finland. Arean är 43 hektar och strandlinjen är 5,12 kilometer lång. Sjön  ingår i Kymmene älvs huvudavrinningsområde.   Den ligger omkring 46 kilometer nordväst om S:t Michel och omkring 210 kilometer norr om Helsingfors. 